# 有線新聞 (電視節目)
有線新聞 （英语：Cable News）是香港有線新聞有限公司製作的新聞報道節目。
香港其他電視新聞台同類節目有無綫新聞台的《新聞報道》，now新聞台和ViuTV的《Now新聞報道》，以及鳳凰衛視香港台的《午間快綫》和《全球新聞報道》。

## 歷史
2016年以前，有線將不同時段的新聞報道冠以不同名字，由早到晚分别為有線早晨/Cable早晨、上午要聞、午間通訊、下午要聞、有線新聞、晚間新聞、深夜直播室。2016年起將早午晚間大部分新聞時段冠以有線新聞之稱，直至2022年6月6日起，12:30時段闢作《午間新聞》。

## 節目內容
- 焦點新聞
- 本港及國際新聞
- 財經速遞
- 體育快訊
- 天氣報告及天氣消息

## 播出
不分電視台，通常每日播映。

## 片頭

2016年1月1日至2022年11月20日